# Čelechovice
Čelechovice jsou obec v okrese Přerov v Olomouckém kraji. Leží devět kilometrů severozápadně od Přerova. Žije zde 132 obyvatel.

## Název
Na vesnici bylo přeneseno původní pojmenování jejích obyvatel Čelechovici, které bylo odvozeno od osobního jména Čelech (domácké podoby jména Čělub) a jehož význam byl "Čelechovi lidé".

## Historie
První písemná zmínka o obci pochází z roku 1254.

## Obyvatelstvo
| Rok            | 1869 | 1880 | 1890 | 1900 | 1910 | 1921 | 1930 | 1950 | 1961 | 1970 | 1980 | 1991 | 2001 | 2011 | 2021 |
| -------------- | ---- | ---- | ---- | ---- | ---- | ---- | ---- | ---- | ---- | ---- | ---- | ---- | ---- | ---- | ---- |
| Počet obyvatel | 147  | 152  | 153  | 156  | 156  | 185  | 170  | 144  | 134  | 107  | 94   | 99   | 95   | 118  | 130  |
| Počet domů     | 22   | 22   | 23   | 26   | 27   | 31   | 31   | 38   | 39   | 34   | 28   | 30   | 34   | 40   | 42   |

## Obecní správa

### Obecní symboly
Znak a vlajka byly obci uděleny rozhodnutím předsedy Poslanecké sněmovny Parlamentu České republiky dne 13. listopadu 2002.

## Pamětihodnosti
- Kaple svatého Antonína

## Galerie

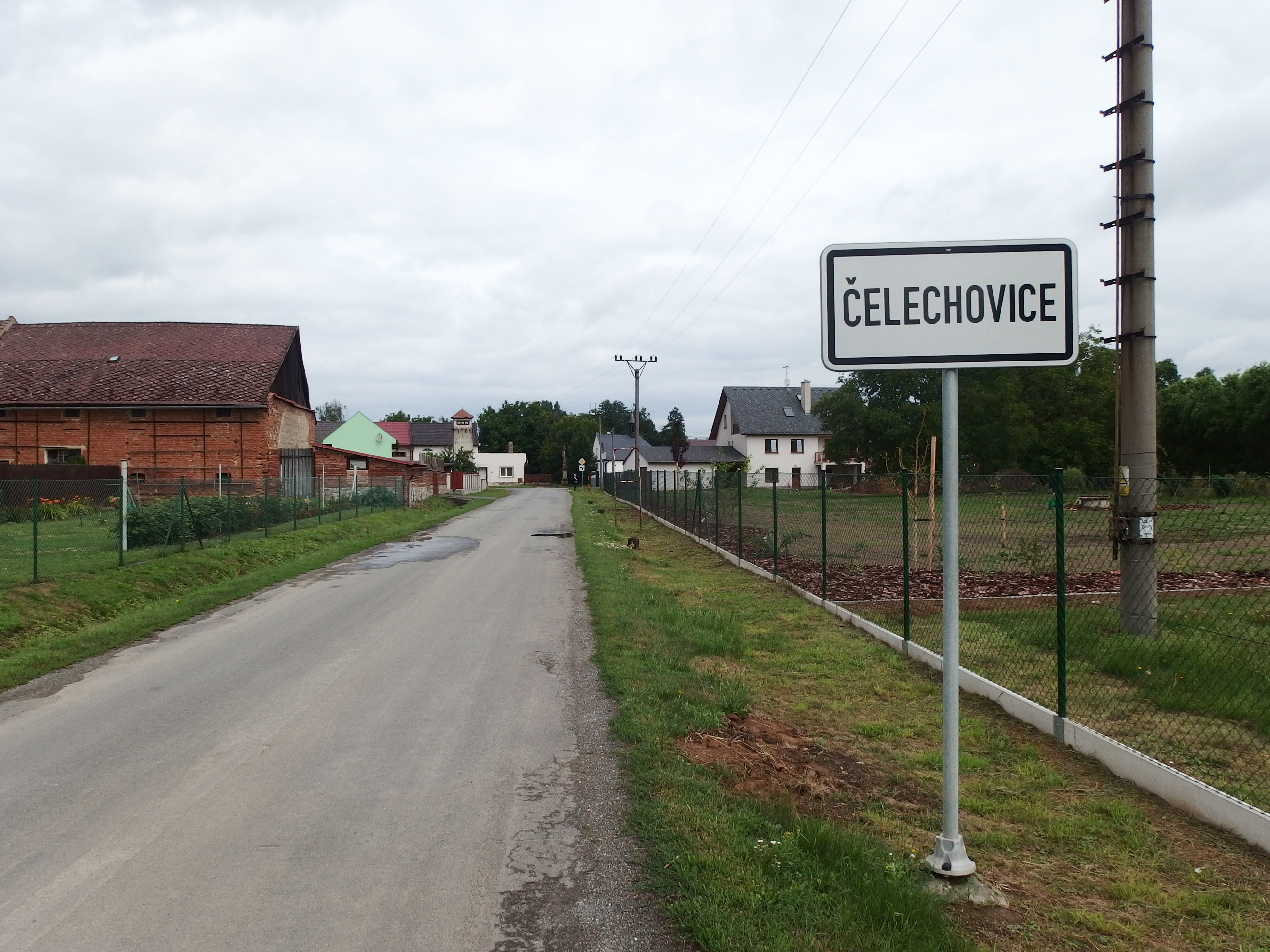
Příjezd do obce
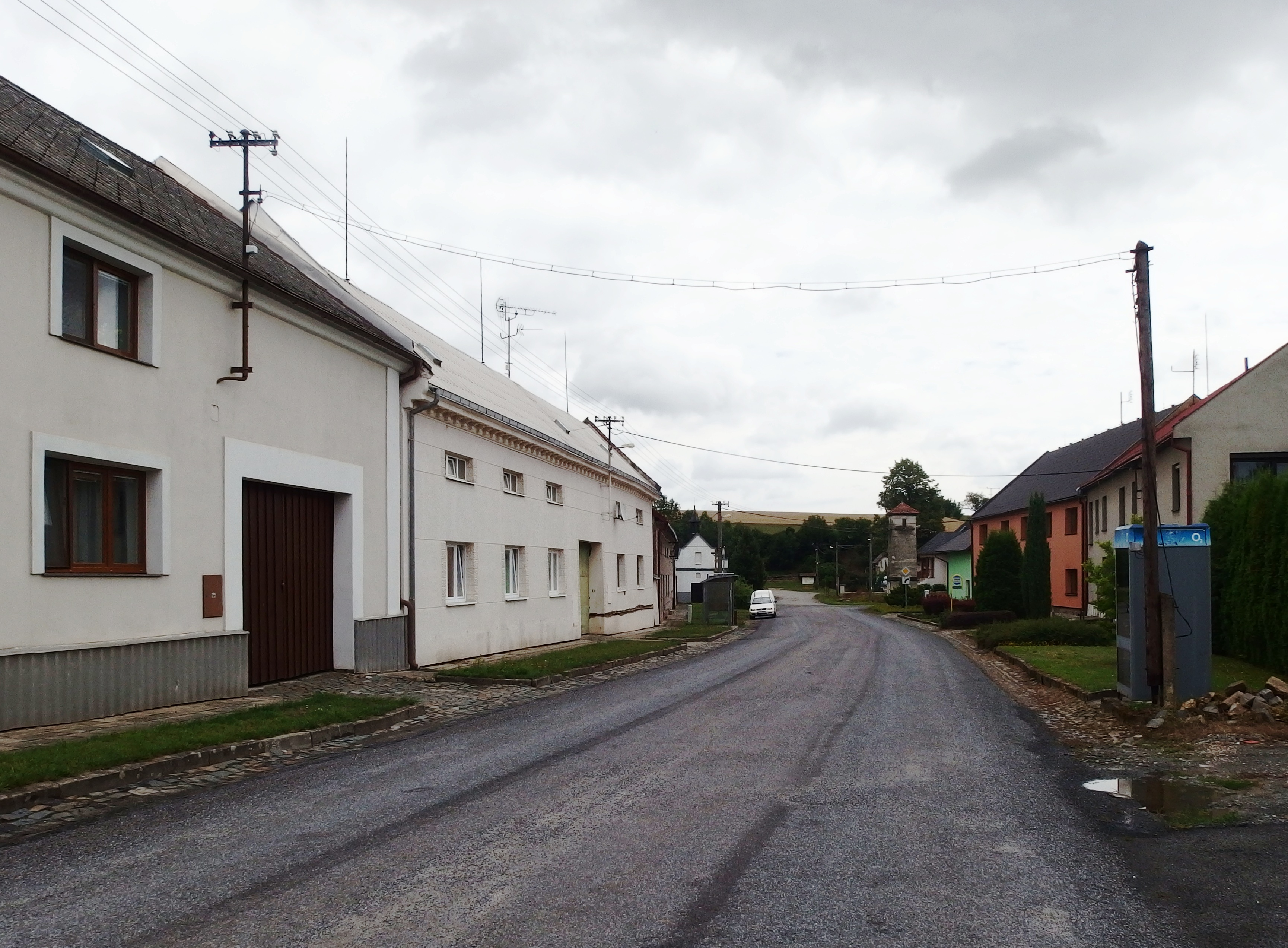
Náves
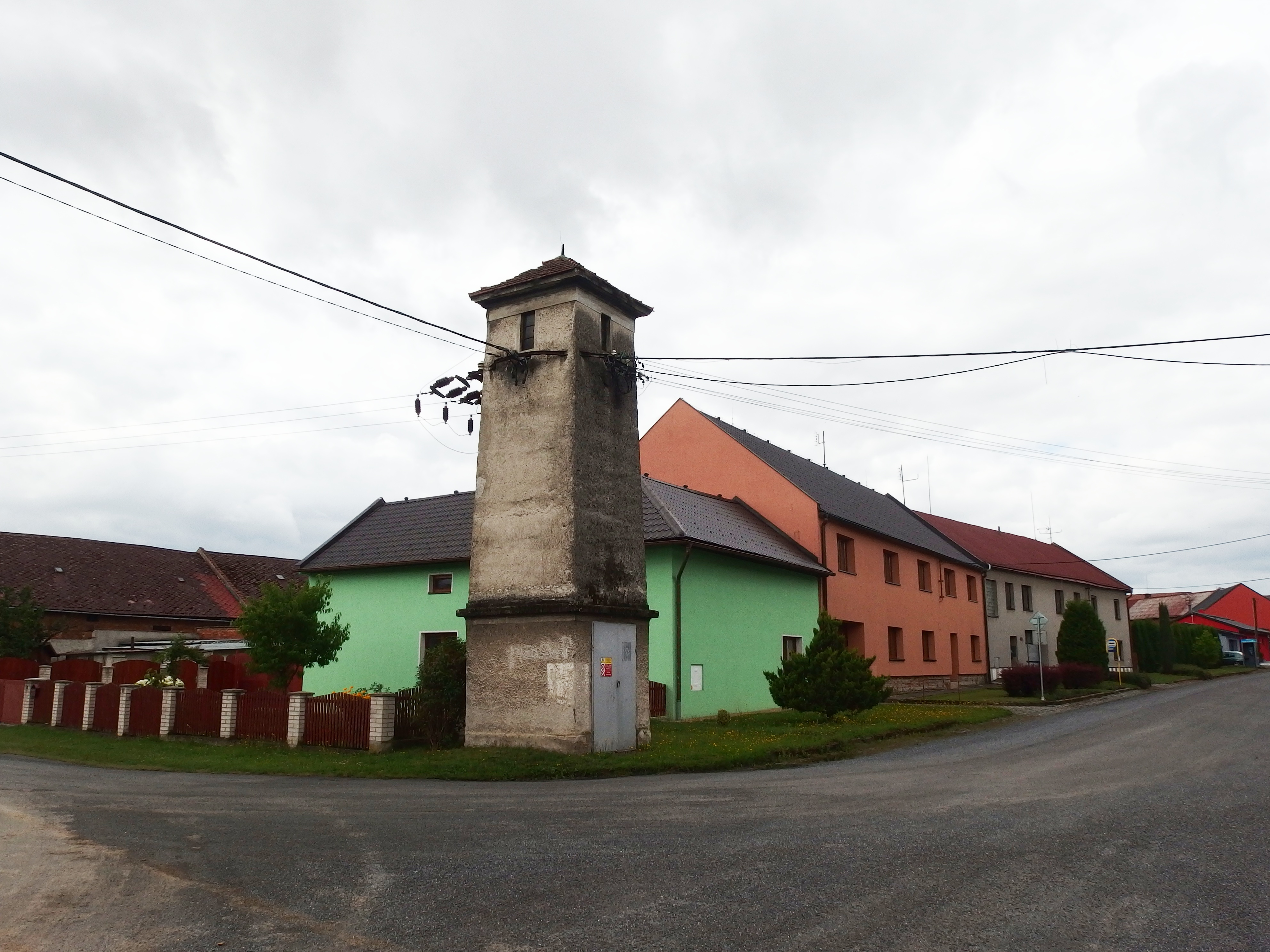
Trafostanice
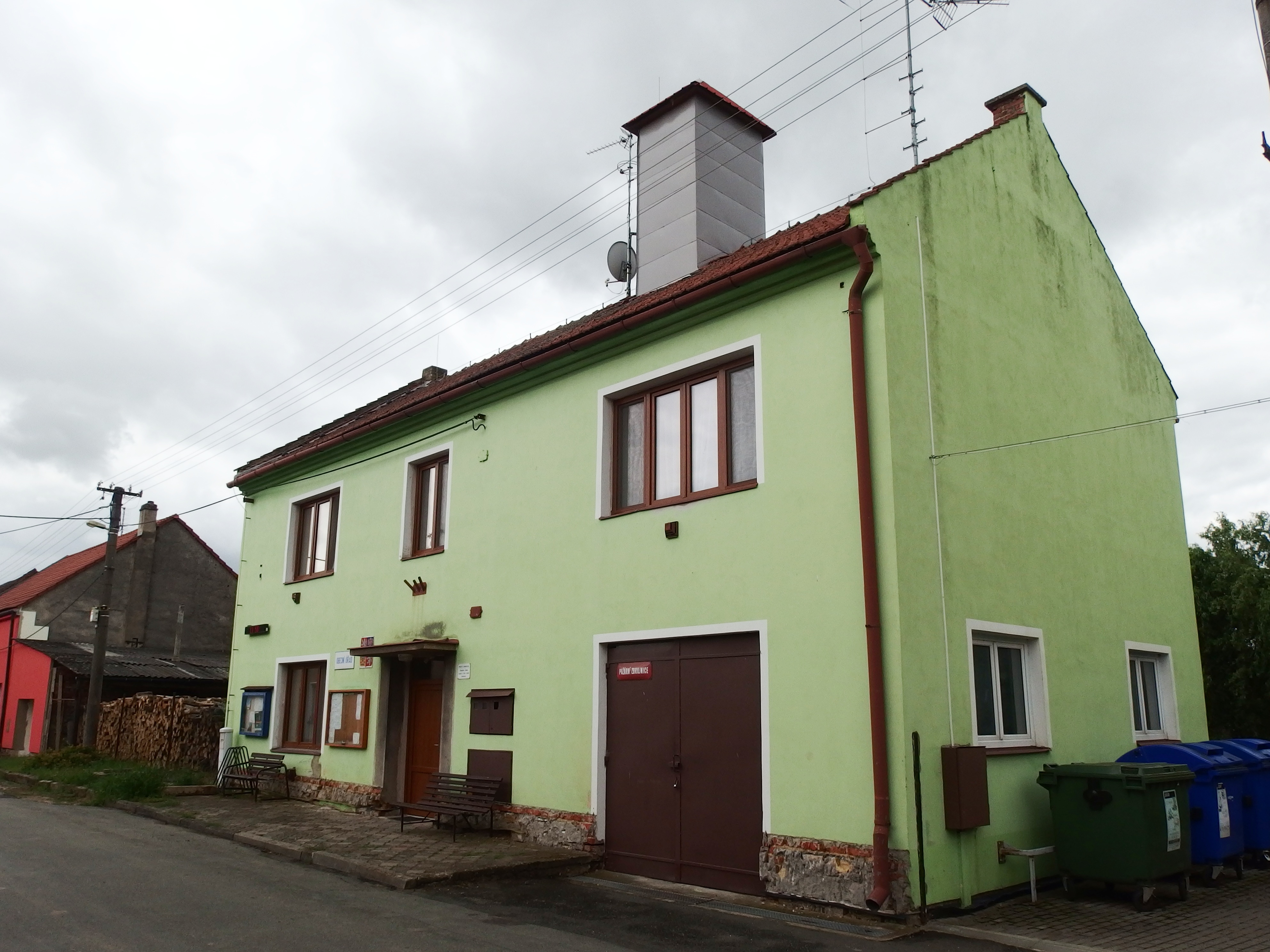
Obecní úřad